# Hódzsó no umi
A Hódzsó no umi (japánul: 豊饒の海, ’A termékenység tengere’, 1965–1971) Misima Jukio (és az egész japán 20. század) legnagyobb szabású irodalmi műve, regénytetralógia: Haru no juki (1965–67, ’Tavaszi hó’), Homba (1967–68, ’Elszabadult lovak’), Akacuki no tera (1968–70, ’A hajnal temploma’), Tennin goszui (1970–71, ’Az angyal romlása’).
Az egyes kötetek előbb folytatásokban jelentek meg a Sincsósa kiadó folyóiratában, s csak utána könyv alakban. A sorozat Japán világát ábrázolja 1912-től mintegy 60 éven át, Misima speciális szemszögéből. Fő szervező elve a hosszó szekta jelenségvilág-tagadása és a reinkarnáció tétele. A negyedik kötetig a főhős mindig fiatalon hal meg, majd más alakban feltámad, és csak barátja, Honda ismer rá. A „Tavaszi hó”-ban Kijoakinak hívják, fiatal arisztokrata, aki végzetes szerelembe esik egy császári hercegnek szánt rangbéli lánnyal, Szatokóval (aminthogy maga Misima is majdnem miai kekkont, elrendezett házasságot kötött a későbbi Micsiko császárnéval), az „Elszabadult lovak”-ban Iszaóként, jeles ifjú kendómesterként látjuk viszont, aki a 30-as évekbeli politikai incidensek egyikében a császár iránti hűségétől indíttatva merényletet, majd szeppukut követ el, „A hajnal templomá”-ban (amely időben 1941-től 1967-ig terjed) egy fiatal, később leszbikusnak bizonyuló thai hercegnőben testesül meg, aki egy kobra marásába hal bele, ugyancsak húszévesen. „Az angyal romlásá”-nak (amely az 1970 és 1975 közötti időt ölelné fel) főhőse, a pénzsóvár ifjú Tóru azonban már nem Kijoaki reinkarnációja, hanem „szélhámos”, és az immár öreg Honda az öreg Szatokótól (aki azóta egy hosszó apácakolostor fejedelemasszonya lett) azt is megtudja, hogy Kijoaki talán sohasem is létezett. „Akkor hát lehet, hogy én sem léteztem?”, kérdezi a jeles bíróból sikeres ügyvéden át vén kukkolóvá vált Honda. „A kolostorkert üres volt. Olyan helyre jöttem, gondolta Honda, amelynek nincsenek emlékei, semmije. A nyári verőfény elömlött a mozdulatlan kerten.” Így ér véget a tetralógia, amelynek első kötetét a szerző a tavojameburi (’a kecses szűz útja’) szóval jellemzi, a másodikat a maszuraoburival (’a harcos útja’), a harmadikra, a legösszetettebbre, a karma lényege, az alajavidzsnyána, az ’elraktározott tudatosság’ mint a létből való kiszabadulás akadálya nyomja rá bélyegét, a negyedik pedig éppúgy tekinthető a lélekvándorlás-eszme elvetésének (ami azonban az egész tetralógia szerkezetét megkérdőjelezné utólag), mint a nirvána állapotába való eljutásnak. Mindenesetre a teljes mű a szerző szándéka szerint a dicső múltjától elforduló Japán erkölcsi hanyatlásának tükre.